# Ernst Witkamp

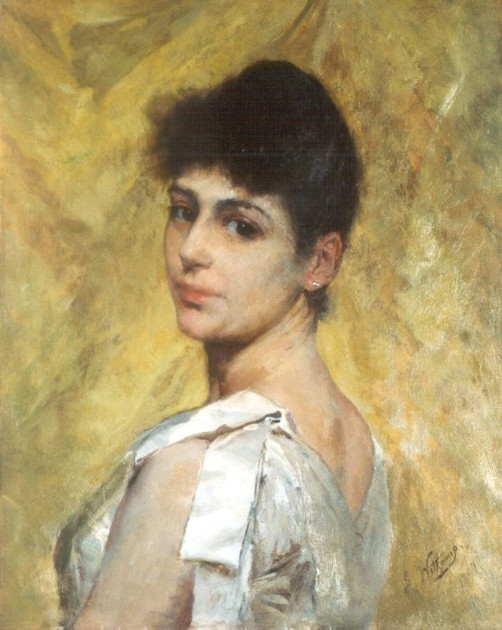
Studie einer jungen Frau

Ernst Sigismund Witkamp  (* 13. März 1854 in Amsterdam; † 1. Oktober 1897 ebenda) war ein niederländischer Genremaler, Illustrator und Radierer.
Witkamp war 1868 Schüler von A. Koopman und Jacob Olie. Er studierte von 1871 bis 1877 an der Rijksakademie van beeldende kunsten in Amsterdam unter der Leitung von August Allebé und Barend Wijnveld.
Er war 1879 Mitarbeiter von Hendrik Johannes Haverman und Nicolaas van der Waay. Witkamp war mit Nicolaas van der Waay befreundet, mit dem er sich einige Zeit ein Studio auf dem Koningsplein teilte. 1882 gewann er den Willink van Collen-Preis, einen Preis für junge Maler.
Witkamp unternahm Studienreisen nach Belgien, Frankreich und Deutschland.
Er beschäftigte sich mit der Genre- und Figurenmalerei, war auch Radierer und lieferte Illustrationen für bekannte Zeitschriften. 
Ernst Witkamp, Nicolaas van der Waay, Jan Hillebrand Wijsmuller, Carel Dake und einige andere bildeten zusammen die „Gezelschap M.A.B.“ (benannt nach Michelangelo Buonarroti). 
Er war Mitglied und später Vorstandsmitglied von „Arti et Amicitiae“ in Amsterdam. Von 1894 bis 1897 war er Kurator des 1863 gegründeten Museums Fodor. 